# Specialna operativna enota
Specialna operativna enota (Špansko: Unidad de Operaciones Especiales (UOE)) je bila elitna specialna sila Španske mornarice in marincev od leta 1967 do 2009. Junija 2009 je bila enote vključena k novo nastalim Pomorskim specialnim silam za bojevanje (Fuerza de Guerra Naval Especial). UOE, ki je bila formalno nastanjena v Tercio de Armada v San Fernandu, v Cadizu, je delovala pod direktnim poveljem Admiralitete in Pomorskega specialnega poveljstva za bojevanje. Sprva je bilo mišljeno, da se okoli 100 mož organizira v tri Operativne ekipe (Estoles), tudi poveljstvo in podporno osebje. UOE je bila zadolžena za legitimne posebne operacije, tako na obalnih območjih, kot tudi v notranjosti, vendar običajno ne več kot 50 km od morja, čeprav to ni bilo omejeno, saj so posamezne enote delovale tudi dlje. Enota je bila usposobljena za moderno specialno pomorsko bojevanje, v kar je bilo vključeno boj proti terorizmu, vkrcavanje na ladje (MIO - Ob ne sodelovanju napadalcev), bojno potapljanje in plavanje, obalne infiltracije, skoki s padalom, specialne izvidnice, direktne akcije, varovanje in spremstvo pomembnih oseb in bojno iskanje in reševanje (CSAR). 

## Zgodovina
La Unidad (»Enota«), kot je bila neformalno znana v Španiji, ima korenine pri amfibijski plezalni četi (Compañía de Escaladores Anfibios), ki je bila ustanovljena leta 1952 kot četa prostovoljcev, za obalne napade in infiltracije. Leta 1967, se je pod vodstvom ameriških (US Navy SEALs) in britanskih pomorskih specialnih enot (SBS – Special Boat Service) enota povečala in razširila svoje veščine vključno z bojnim potapljanjem, podvodnimi detonacijami, skoki s padalom in direktnimi akcijami. Leta 1985 je enota preimenovana COMANFES (Comando Anfibio Especial), vendar se v zgodnjih 1990 preimenuje nazaj. Danes je enota ena izmed dveh operativnih elementov znotraj Španske mornarice za specialno pomorsko bojevanje. UOE je tesno sodelovala in trenirala s podobnimi enotami znotraj NATA, kot so ameriški mornarski specialci (US Navy SEALs), italijanski mornarski specialci (COMSUBIN), francoski Commando Hubert in portugalski DAE, prav tako pa tudi s posebnimi interventnimi enotami Španske policije (UEI in GEO). UOE pod okriljem Pomorskih specialnih sil za bojevanje, je ena izmed zgolj treh enot v španski vojski, ki je zadolžena za posebne operacije, skupaj z enoto vojske (MOE) in enoto zračnih sil EZAPAC.

## Selekcija in trenažni proces
Po zaključenem osnovnem usposabljanju in služenju v navadnih enotah vojske, morajo kandidati, ki si želijo postati tako imenovane »zelene baretke« prestati izčrpne zdravniške in psihološke teste, tako kot tudi fizične. Če opravijo vsa testiranja, sledi temeljito usposabljanje (Capacitación). Slednje je razdeljeno na Osnovno in Napredno fazo, inštruktorji pa so zgolj člani UOE in NCO (non-commissioned officers – častniki, podoficirji) in vsi so usposobljeni za posebne operacije. Osnovna faza traja okoli štiri tedne, njen namen pa je testiranje fizične in psihološke vzdržljivosti kandidatov skozi naporne kombinacije intenzivnih fizičnih vaj, dolgimi pohodi z 50 kg opremo in številnimi vajami na morju in v gorskih območjih. Napredna faza pa traja okoli dva meseca in v tem času fizična intenzivnost počasi narašča, saj poleg tega kandidati začnejo bolj specifične treninge o osnovnih pomorskih veščinah komandosov:
- Bojno plavanje
- Upravljanje manjših ladij
- Vkrcavanje na ladje
- Alpinizem in spuščanje po vrvi
- Rušenje (eksplozije)
- Ostrostrelstvo
- Komunikacije
- Reševanje talcev
- Orientacija
- Pobeg in izogibanje na sovražnem ozemlju
- Veščine za preživetje na kopnem / morju
- Prva pomoč na bojišču

Kandidati lahko usposabljanje zapustijo kadarkoli želijo od prvega do zadnjega dne. Čeprav nekaterim odhodom botrujejo poškodbe (ali celo smrt), je večina odhodov prostovoljnih. Osip kandidatov pri UOE selekciji je občasno tudi 100%, sicer pa se giblje med 70 in 80%, kar pomeni da je to največji osip med vsemi španskimi oboroženimi silami. Zato ni presenetljivo dejstvo, da je po koncu usposabljanja razmerje inštruktorji – kandidati 3 : 1. Strogi pogoji za vstop v enoto so bili podlaga za uradni moto: "Entra quien puede, no quien quiere" (»Tisti, ki lahko vstopi, ne tisti ki hoče«). Uspešni kandidati so takoj poslani v šolo za padalce, preden nadaljujejo v UOE in začnejo s specializiranimi treningi pomorskih posebnih bojnih veščin (potapljanje, ostrostrelstvo, obveščevalni podatki, ipd.).

## Oborožitev
Oborožitev, ki se nahaja v orožarni UOE (čeprav to ni vse) so:
- SIG Sauer P230 pištola (z dušilcem)
- MP5 brzostrelka
- HK G36E puška (za napad)
- HK G36KE karbinka
- Remington 870 šibrovka
- HK MG4 lahki mitraljez
- Ameli lahki mitraljez
- M60 mitraljez
- MG3 mitraljez
- Accuracy AW ostrostrelna puška
- Barrett M95 težka ostrostrelna puška